# Colobothea femorosa
Colobothea femorosa là một loài bọ cánh cứng trong họ Cerambycidae.